# Sexo não penetrativo
O sexo não penetrativo é uma atividade sexual sem penetração vaginal, anal e possivelmente oral, que se contrapõe a práticas comuns de relação sexual visando prazer e reprodução. A ideia de sexo não penetrativo é relativamente nova e, muitas vezes, pouco aceita.
Nela, é ausente ou reduzida as trocas de fluidos corporais, sendo considerada uma prática de sexo seguro assim como de contracepção. Esta atividade sexual pode servir como uma preparação, uma preliminar, para a relação sexual (penetrativa) propriamente dita.

## Tipos de sexo não penetrativo
- Estimulação da vagina, do ânus ou do pênis com a mão, despido ou vestido.
  - Masturbação mútua, estimulação das genitálias concomitantemente em si mesmo ou no parceiro.
  - Sexo virtual, estimulação mútua a distância, geralmente através do uso da internet ou de uma ligação telefônica.
- Contato não penetrativo entre genitálias.
  - Tribadismo, fricção vulva-vulva.
  - Frot, fricção pênis-pênis, escroto-escroto ou pênis-escroto.
  - Docking, inserir, parcialmente ou completamente, a glande dentro do prepúcio do parceiro.
  - Sexo intercoxa, também conhecido como o sexo interfemoral, onde o pênis é colocado entre as coxas da parceira ou do parceiro, e como consequência há o contato entre zonas erógenas de ambos.
- Sumata (Japonês: 素股 Literalmente: forquilha real), tipo de estimulação da genitália masculina populares nos bordéis japoneses.
- Footjob, palavra em inglês para a estimulação da genitália (geralmente) masculina com os pés, mas também sendo possível aplicar a mesma estimulação na genitália feminina.
- Espanhola, quando um homem fricciona seu pênis entre os seios de uma mulher.
- Pafu Pafu, quando uma pessoa, geralmente um homem, coloca seu rosto entre os seios de uma mulher.
- Sexo oral, estimulação com a boca da genitália masculina ou feminina, embora algumas definições excluam o sexo oral como uma forma de sexo não penetrativo devido ao risco de transmissão de Infecções Sexualmente Transmissíveis (ISTs).[1]
- Sexo háptico, sem contato corporal.

Várias atividades de BDSM não envolvem a penetração, porém não são geralmente considerados práticas de sexo não penetrativo, principalmente porque envolvem alguns riscos especiais e porque não são substitutivos para a atividade sexual.
Dentro da comunidade LGBT brasileira, alguém que prefere atividades sexuais não penetrativas é denominado gouine, gíria informal e empréstimo linguístico do francês, que significa lésbica. Em inglês, são chamados de sides.

## Riscos

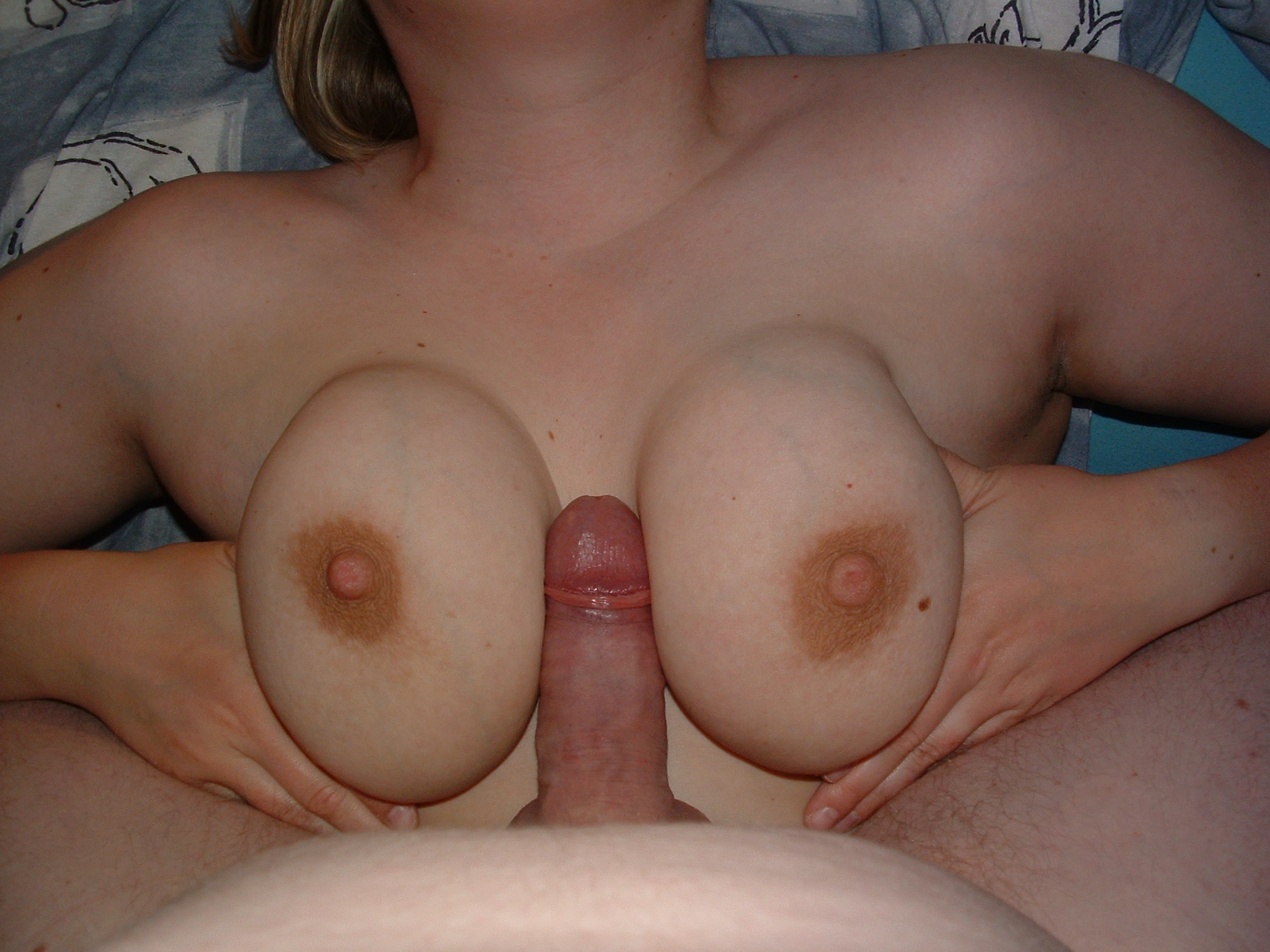
Espanhola, uma forma de sexo não penetrativo.

Toda atividade sexual apresenta riscos, entretanto as não penetrativas apresentam um menor risco, que as penetrativas.
No sexo oral há um risco elevado de se infectar com uma doença sexualmente transmissível do que com outras formas de sexo sem penetração, mas ainda assim, há menos possibilidade de infectar estas doenças através do sexo oral do que com atividade sexual com penetração. Uma forma de reduzir mais o começo de uma doença sexualmente transmissível é a utilização de barreiras como o preservativo. O risco da gravidez com sexo oral é somente possível através do contato entre um líquido que contenha esperma, tais como o sémen ou o fluido pré-ejaculatório (transparente em homens saudáveis) e a vagina, contudo os órgãos sexuais não estão no contato íntimo durante o sexo oral, pondo a chance de gravidez na prática nula.
A atividade interfemoral e a fricção entre as genitálias, embora dê forma notória se constituindo uma atividade não penetrativo, podem acarretar em risco de gravidez com transferência dos líquidos que contenham esperma entre os órgãos sexuais de pessoas de sexos opostos.
No entanto, a maior preocupação que há em relação aos riscos que o sexo não penetrativo podem causar não estariam diretamente relacionadas à prática, mas sim ao fato de que os parceiros podem não se conter durante as trocas de carícias e outros atos, vindo a perder o controle e praticarem o coito. Por isso, é recomendável que em toda e qualquer atividade sexual entre duas ou mais pessoas sempre se tenha por perto alguns preservativos.

## Masturbação mútua

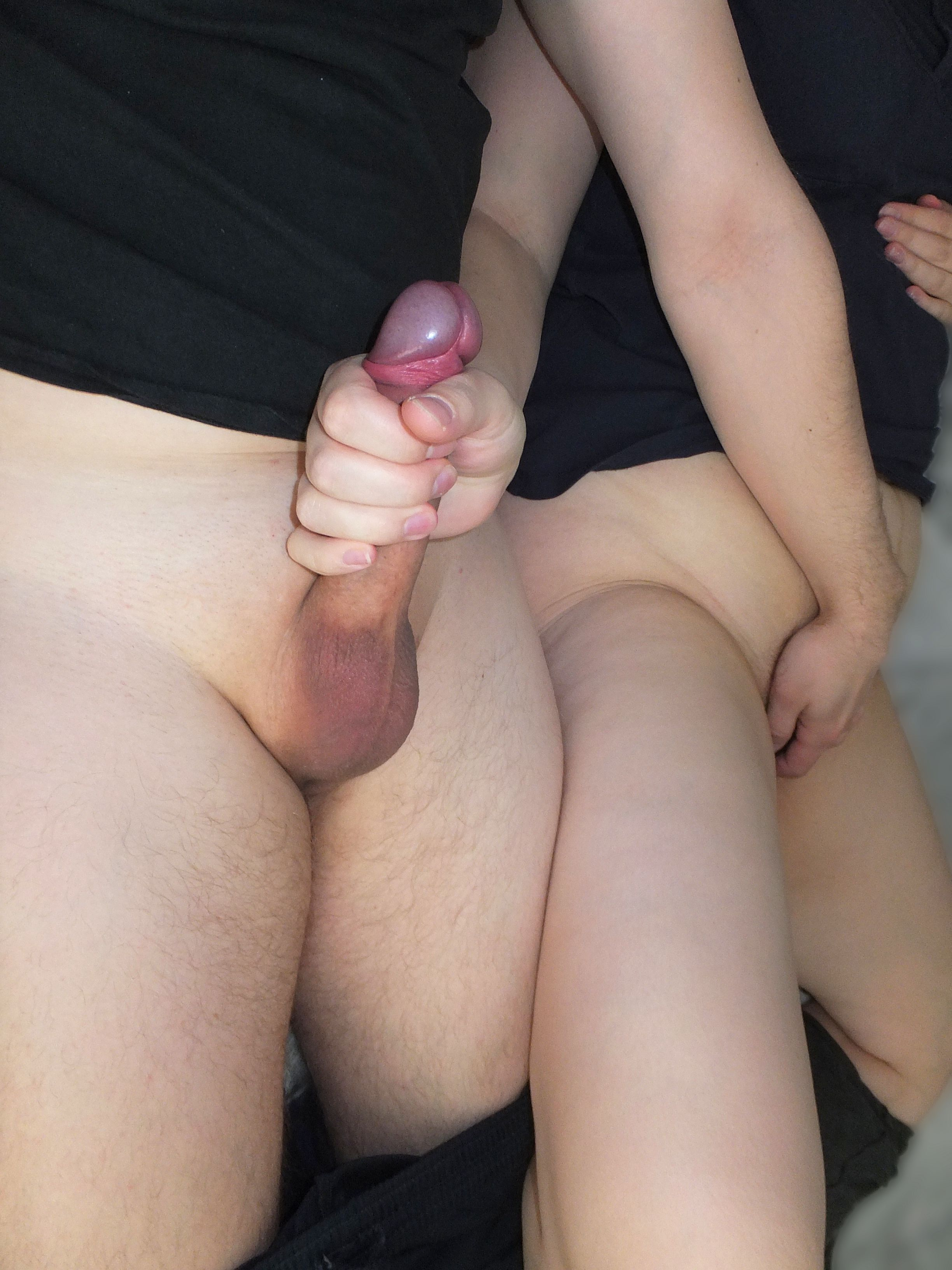
Masturbação mútua

Masturbação mútua é um ato sexual onde duas ou mais pessoas se estimulam sexualmente uma à outra, geralmente com as mãos.
A masturbação mútua ocorre em situações onde os participantes, por não se sentirem fisicamente capazes para praticarem um ato com penetração, ou por considerarem mais apropriado do que uma atividade sexual tradicional, ou ainda para evitar o rompimento do hímen ou impedir a gravidez, desejam manter o prazer sexual mútuo.
É, também, parte do repertório da "atividade sexual tradicional", onde pode ser usado como um interlúdio.
A masturbação mútua pode ser praticada por pessoas de qualquer orientação sexual, o que não exclui os heterossexuais, sendo considerado por alguns como um ato de profunda intimidade entre os parceiros.

## Masturbação recíproca
Masturbação recíproca ocorre quando a estimulação do órgão sexual é feita pelo parceiro. É bastante comum em relações entre homossexuais masculinos, em que um estimula o pénis do outro, proporcionando assim prazer.
Normalmente enquanto se estimula o pénis do parceiro, estimula-se também o nosso, já que o acto de estimular o parceiro causa prazer também a quem o faz. Consta que o orgasmo do indivíduo estimulado é duas vezes maior do que quando feito pelo parceiro.[carece de fontes?]
Além disso, é também conciliável com outras práticas, como por exemplo a felação. No caso da homossexualidade masculina, por exemplo, o que faz a felação é simultaneamente masturbado por quem está a receber a felação. Também se pode passar com o sexo anal, sendo que quem penetra também pode masturbar ao mesmo tempo o companheiro.
Em calão, costuma-se dizer "um bater uma ao outro".

### Prevenção de AIDS e outras ISTs
Se nenhum líquido corporal for trocado (como é comum), a masturbação mútua é uma forma eficiente de sexo seguro, e reduz extremamente o risco da transmissão de doenças sexuais. Como tal, ela foi incentivada entre homens gays por algumas organizações a favor do sexo seguro, para controlar a explosão da AIDS (SIDA) na década de 1980, como uma alternativa ao sexo anal ou sexo oral. Atualmente, também é reconhecida pelo Ministério da Saúde como um método eficaz para evitar a transmissão do HIV, em tese até mais segura do que o uso de preservativos nas relações sexuais porque, a princípio, supõe-se que não haveria a possibilidade de um contato com os líquidos corporais.
Há vários programas de orientação em andamento na África onde voluntários promovem a divulgação da abstinência sexual e da masturbação mútua, com resultados bastante interessantes, existindo comprovadas pesquisas que apontam para uma diminuição significativa no número de infeções por AIDS/SIDA em Uganda.
Todavia, é recomendável que na masturbação mútua, assim como em qualquer outra forma de sexo não penetrativo, os parceiros tenham sempre à disposição exemplares de preservativos, considerando a fundada hipótese de não se conterem durante as trocas de carícias e as práticas de determinados atos. Sabe-se que a masturbação quando consumada pela mulher pode aumentar ainda mais o desejo sexual no decorrer da relação, funcionando como uma preliminar e induzindo ao coito, mesmo chegando ao orgasmo, diferentemente do que ocorre com o homem após a ejaculação.
Assim, considerando as aspectos sociológicos, educacionais e até mesmo biológicos, a distribuição de camisinha ainda é o principal método de prevenção que deve ser amplamente divulgado.

### Posições na masturbação mútua
As técnicas do masturbação mútua assemelham-se as da masturbação simples, com a exceção que há outra pessoa envolvida, permitindo que um possa proporcionar prazer ao outro, seja com toques entre si ou apenas observando a outra pessoa estimulando a si mesma. No entanto, masturbar-se um ao outro pode tornar-se algo cansativo se o casal não estiver numa posição adequada.
Várias posições podem ser adotadas para tornar a masturbação a dois mais prazerosa e que pode ser feita em pé, deitada ou sentada.
Na cama, o ideal é que os parceiros fiquem deitados lado a lado, ambos com os genitais bem próximos para facilitar que a mão de um possa chegar na genitália do outro.
Tem-se também uma outra possibilidade bastante recomendada em que os parceiros posicionam-se deitados sobre os seus ombros olhando um para o outro. Ou então, com um parceiro atrás do outro, sendo mais fácil para a pessoa que está atrás estimular o(a) da frente.
De qualquer modo, o segredo de uma prazerosa masturbação mútua está na reciprocidade entre os parceiros. É preciso haver bastante concentração e controle para que, no momento em que a pessoa esteja recebendo prazer, possa também continuar contribuindo com suas carícias sem causar desagradáveis interrupções.
Quando cada parceiro pratica em si mesmo a masturbação diante do outro, o que é bem mais fácil, a posição mais recomendável é que cada um fique bem confortável para poder observar e ser observado já que, neste caso, a excitação seria visual e não sensitiva.
A masturbação mútua pode ou não resultar em que em um ou mais dos parceiros alcance o orgasmo. Por isto, é preciso paciência e muita concentração na prática dos atos para que um parceiro não se esqueça de proporcionar prazer ao outro, o que pode incluir estímulos em outras partes do corpo através de carícias.
Também existe a preocupação de que alguns homens, após ejacularem, possam mostrar desinteresse pela continuidade do sexo, o que torna necessário um autocontrole na masturbação mútua.
Além disso, há recomendações para que os parceiros deixem as luzes acesas para poderem observar um ao outro, pois, segundo algumas pessoas, o segredo estaria na contemplação do orgasmo alheio.

### Cuidados com a lubrificação
Sem dúvida que a falta de umidade é um fator desestimulante. Assim, pode ser necessária uma lubrificação adicional.

## Friccionar

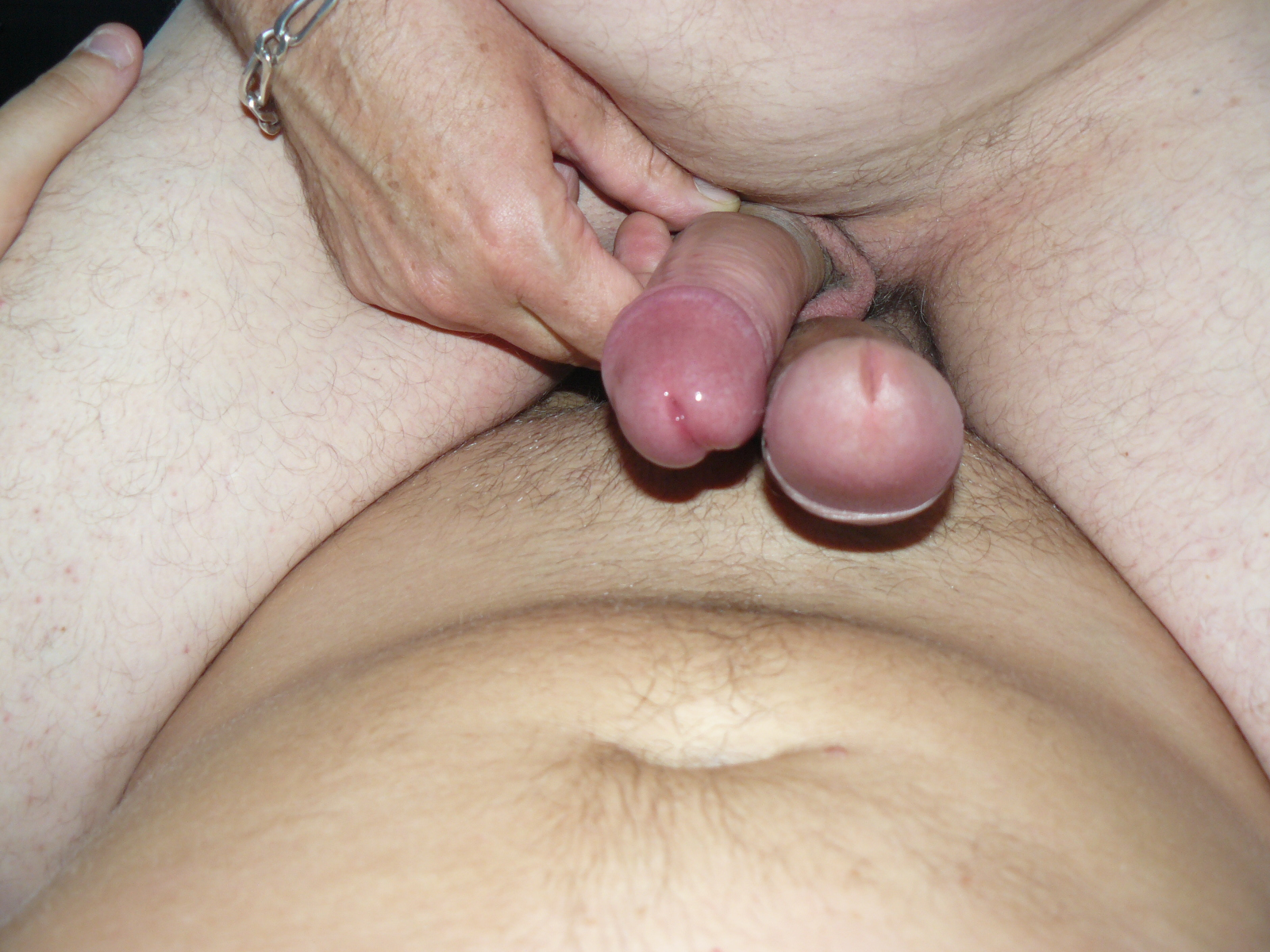
Frottage entre dois homens.

Friccionar ou frotar (do verbo francês frotter), ou ainda frottage (estrangeirismo substantivo, vindo do francês através do inglês), conhecido popularmente no Brasil como "encoxar", é o ato de obter prazer sexual com um parceiro ou parceiros, despido ou vestido, sem penetração. (A palavra tem a mesma origem etimológica da parafilia frotteurismo.)
Pode ser usando quase todas as parte do corpo, incluindo as nádegas, os peitos, abdômen, coxas, pés, mãos, pernas e órgãos sexuais.
O frottage pode incluir a fricção mútua das genitálias e a maioria das outros formas de sexo não penetrativo.
Há muitas razões que justifiquem um par escolher o frottage. As razões as mais comuns é como uma fórma de preliminares sexuais, antes do ato sexual penetrativo. Ou então, como um método de conseguir a gratificação sexual sem o sexo oral ou sexo vaginal explícito.
Muitos jovens usam o frottage numa fase inicial da intimidade sexual, antes que um contato mais explícito seja desejado. Outros adotam a prática como um substituto ao ato sexual com penetração, incluindo vendo-a como forma de manter um maior grau de castidade antes do matrimônio.